# Yakovlev Yak-17
El Yakovlev Yak-17 (en ruso: Як-17, designación USAF/DoD: Tipo 16, designación OTAN: Feather) fue un caza monomotor a reacción fabricado por la oficina de diseño soviética Yakovlev durante la segunda mitad de los años 40 a partir Yakovlev Yak-15, el cual fue el primer avión soviético a reacción realmente viable, además de ser el primero que entró en servicio operacional en la Fuerza Aérea Soviética. Su versión de entrenamiento, denominada Yak-17UTI (designación USAF/DoD: Tipo 26, designación OTAN: Magent) se convirtió en el avión de entrenamiento soviético más importante y numeroso de la época. La versión de caza del avión, junto con su antecesor el Yak-15, sirvieron de base para el también caza Yakovlev Yak-23.

## Diseño y desarrollo
A finales del año 1946 fue evidente que el Yakovlev Yak-15 había tenido un éxito notable. El hecho de contar con la cabina y los mismos sistemas que el Yakovlev Yak-3 supuso a los pilotos una gran facilidad a la hora de pasar de un avión a otro. El único problema que tenía el Yak-15 fue la rueda del tren de aterrizaje situada en la cola del avión. Este problema se subsanó por parte de Yakovlev ordenando un rediseño del avión, haciendo que esta estuviera en la parte delantera (tipo triciclo), lo cual no fue sencillo, ya que todo el frontal del avión estaba ocupado por el motor. Además se le instaló un turborreactor RD-10A más potente, introduciendo por dicha causa refuerzos estructurales. Otro problema consistía en el corto alcance del tipo anterior (Yak-15)l, que se resolvió instalando depósitos lanzables de combustible bajo los bordes marginales alares.Su producción terminó en 1948, después de haberse montado 430 unidades. Este modelo fue suministrado principalmente a las fuerzas aéreas de Checoslovaquia y Polonia.

## Variantes
Yak-17
Caza a reacción de un solo asiento.
Yak-17UTI
Versión de entrenamiento, con dos asientos en tándem y controles duplicados.

## Operadores
China
- Fuerza Aérea del Ejército Popular de Liberación[5]

 Checoslovaquia
- Fuerza Aérea Checoslovaca: tuvo una unidad de pruebas, donde recibió la denominación S100.[5]

 Polonia
- Fuerza Aérea Polaca: operó 3 Yak-17 (donde eran conocidos como Jak-17) y un Yak-17UTI (conocido como Jak-17UTI o Jak-17W) desde 1950 hasta que fueron dados de baja en 1955.
- Instytut Lotnictwa: recibió un Yak-17 proveniente de la Fuerza Aérea Polaca, y lo utilizó con distintivos civiles para pruebas entre 1957 y 1960.

 Rumania
- Fuerza Aérea Rumana: operó 4 Yak-17UTI como entrenadores para los Yakovlev Yak-23 entre los años 1951 y 1958.

 Unión Soviética
- Fuerza Aérea Soviética: operó aviones Yak-17 desde 1948 hasta la primera mitad de los años 50.

## Especificaciones (Yak-17)

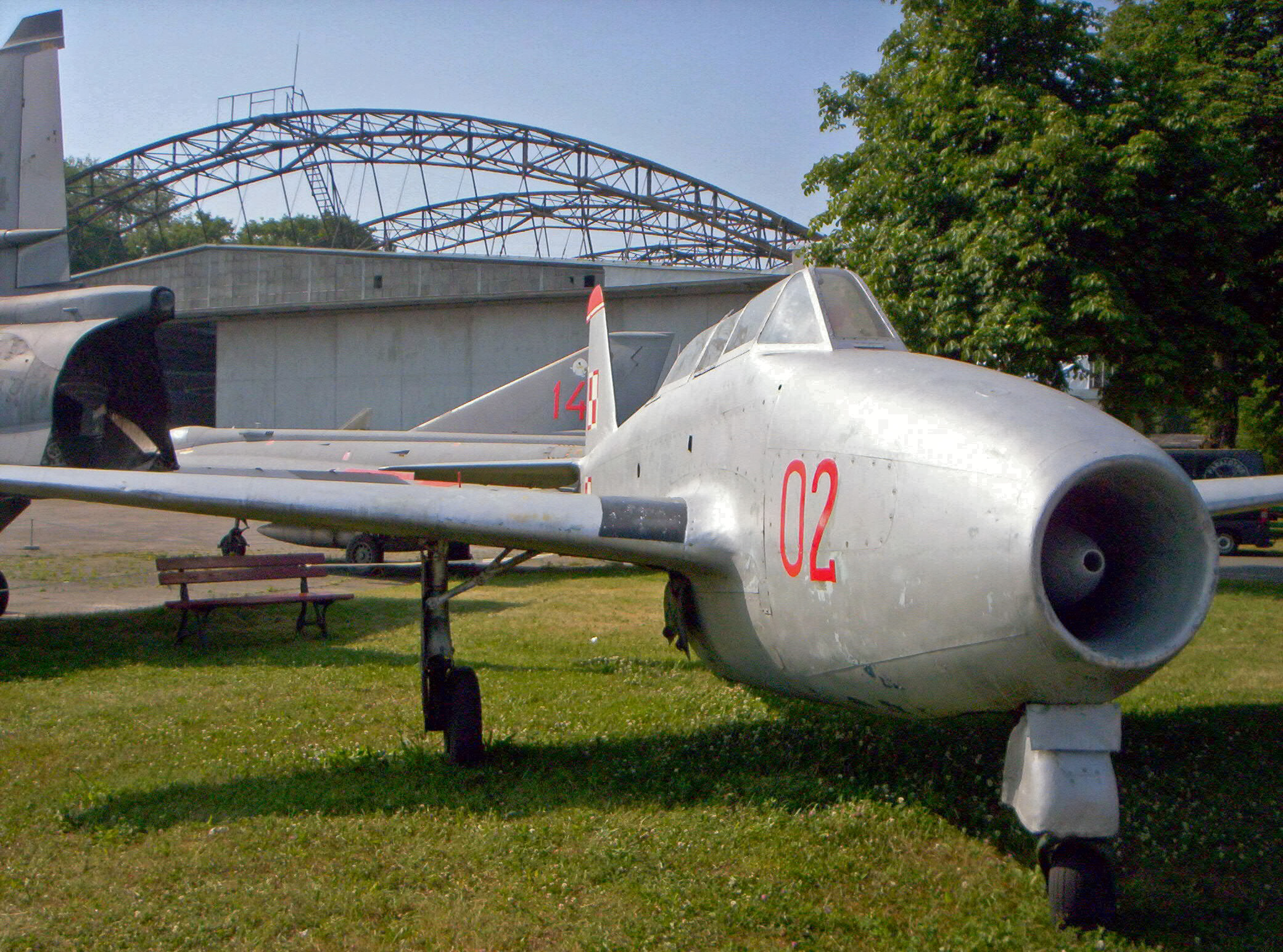
Vista frontal de un Yakovlev Yak-17UTI expuesto en un museo.

### Características generales
- Tripulación: 1 piloto
- Longitud: 8,70 m
- Envergadura: 9,20 m
- Altura: 2,30 m
- Superficie alar: 14,90 m²
- Peso vacío: 2.081 kg
- Peso cargado: 2.890 kg
- Peso máximo al despegue: 3.240 kg
- Planta motriz:   . cada uno.

### Rendimiento
- Velocidad nunca excedida (Vne): 748 km/h 468 mph
- Alcance: 395 km 247 millas
- Techo de vuelo: 12.750 m 41.820 pies
- Régimen de ascenso: 12 m/min 2.362 pies/min
- Carga alar: 194 kg/m² 40 lb/ft²

### Armamento
- Armas de proyectiles: 2 cañones Nudelman-Suranov NS-23 de 23 mm

### Desarrollos relacionados
- Yakovlev Yak-3
- Yakovlev Yak-15
- Yakovlev Yak-23

### Aeronaves similares
- Aerfer Sagittario
- Aerfer Ariete
- Lavochkin La-150
- Lavochkin La-152
- Lavochkin La-154
- Lavochkin La-156
- Lavochkin La-160
- Lavochkin La-174TK

### Secuencias de designación
- Aviones de caza de Yakovlev: Yak-1 • Yak-3 • Yak-7 • Yak-9 • Yak-15 • Yak-17 • Yak-23 • Yak-25 • Yak-28 • Yak-38